# Tutto cangia, il ciel s'abbella
Tutto cangia, il ciel s'abbella (Tout change et grandit en ces lieux nella versione originale francese) è uno dei cori più noti dell'opera lirica, tratto dal quarto atto del Guglielmo Tell di Gioachino Rossini scritto nel 1828.
Il testo originale è stato scritto da Étienne de Jouy e Hippolyte Bis. Il coro è scritto nella chiara tonalità di Do maggiore.

## Riassunto e testo
Gli arabeschi dell'arpa aprono la scena dell'opera: le nuvole svaniscono e il sole ritorna a splendere, comunicando la partecipazione dell'intero creato ai festeggiamenti per la sconfitta dell'invasore. Infine i combattenti e le donne cantano un inno alla magnificenza della natura e alla ritrovata libertà.

### Testo italiano
| Tutto cangia, il ciel s'abbella, L'aria è pura, il dì raggiante, La natura è lieta anch'ella. Può allo sguardo un solo istante Or nuovo il mondo rivelar! E in ogni cor per santo evento Alzi un grido al ciel tonante: Di tuo regno fia l'avvento Sulla terra libertà, o libertà. |

### Testo originale francese
| Tout change et grandit ces lieux. Quel air pur! Quel jour radieux! Au loin, quel horizon immense! Oui, la nature sous nos yeux Deroule sa magnificence! À nous accents religieux, Liberté, rediscends des cieux Et que ton règne recommence, Liberté, liberté! |

## Organico orchestrale

### Cordofoni
| - 2 arpe - archi - 16 primi violini - 16 secondi violini - 12 viole - 12 violoncelli - 8 contrabbassi |

### Legni
| - 2 flauti - ottavino - 2 oboi - corno inglese - 2 clarinetti - clarinetto basso - 2 fagotti - controfagotto |

### Ottoni
| - 4 corni - 3 trombe - 3 tromboni - basso tuba - timpani - grancassa - piatti |

## Altri utilizzi

### Sigla di apertura dei programmi RAI
La versione per sola orchestra fu scelta per l'accompagnamento della sigla di apertura dei programmi RAI-TV, dal 3 gennaio 1954 al 27 gennaio 1986. La sua durata è di circa 40 secondi.